# Łotewska niebieska

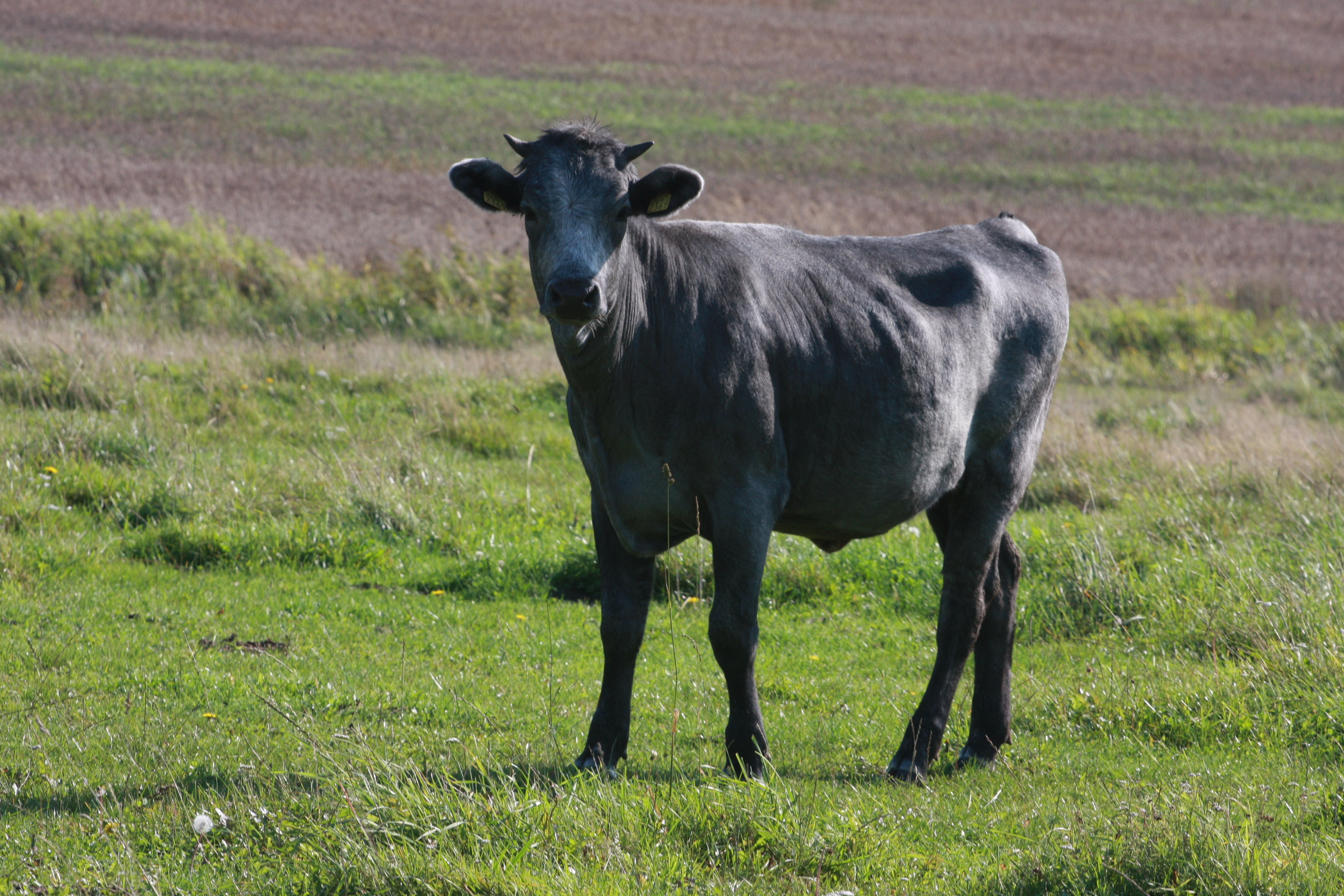
Krowa łotewska niebieska

Krowa łotewska niebieska (łot. Latvijas zilā govs, Latvijas zilā; także krowa morska – Jūras govs; ang. Latvian blue cow; ros. Синяя корова) – łotewska rasa bydła mleczno-mięsnego, która powstała prawdopodobnie w Kurlandii na Łotwie. Wyhodowali ja ugrofińscy Liwowie około XII-XIII wieku. Bydło uważane jest za unikatową rasę ze względu na kolor – od siwo-niebieskiego do bardziej intensywnego niebieskiego umaszczenia.
Wysokość w kłębie wynosi od 135 do 140 cm. Krowy ważą do 450 kg, buhaje do 860 kg. Krowa rocznie daje około 4671 kg mleka o zawartości tłuszczu ok. 4,35%. Rasie tej zagrażało całkowite wymarcie w czasach ZSRR. W 1990 żyło niespełna 100 osobników tej rasy. W 1994 podjęto starania mające na celu zachowanie i ochronę tej unikalnej populacji. Hodowana jest prowadzona głównie w gospodarstwach agroturystycznych jako atrakcja. Rasa cechuje się dużą odpornością na choroby, jest szczególnie odporna na choroby nóg i racic oraz łatwo dostosowuje się do różnych warunków klimatycznych.

## Legendy
Istnieje kilka legend dotyczących pochodzenia niebieskiej rasy krów. Jedna z nich głosi, że żyły one początkowo w wodach morskich i wychodziły na ląd jedynie przed wschodem słońca, aby zaczerpnąć powietrza i pożywić się trawą rosnącą w pobliżu brzegu. Jednak pewnego dnia bogini Jūras māte (pol. Matka Morza) darowała kilka krów rodzinom rybaków, którzy zginęli podczas sztormu.